# Atacta brasiliensis
Atacta brasiliensis là một loài ruồi trong họ Tachinidae.